# Dysenterie
 (janvier 2010).
Si vous disposez d'ouvrages ou d'articles de référence ou si vous connaissez des sites web de qualité traitant du thème abordé ici, merci de compléter l'article en donnant les références utiles à sa vérifiabilité et en les liant à la section « Notes et références ».
 Mise en garde médicale
La dysenterie est une maladie infectieuse du côlon chez l’humain et l'animal, qui peut être grave, aiguë ou chronique.

## Symptômes
Cette maladie est caractérisée par des selles fréquentes et aqueuses (diarrhée), souvent mêlées de sang (rectorragie), de mucus ou de glaires et accompagnées de fortes crampes abdominales. Elle est provoquée par l’ingestion d’aliments contenant certains micro-organismes, qui provoquent une maladie dans laquelle l’inflammation des intestins affecte gravement le corps.

## Typologie (2 principaux types)
Il y a deux principaux types :
1. la dysenterie bacillaire ou dysenterie bactérienne, c'est-à-dire causée par une bactérie, dont la shigellose, causée par l’un des divers types de la bactérie Shigella, nommée ainsi en l’honneur du bactériologiste japonais Kiyoshi Shiga qui l’a découverte en 1897 ;
2. la dysenterie amibienne, ou amœbose (anciennement appelée amibiase), causée par l'amibe Entamoeba histolytica, un parasite protozoaire microscopique.

## Histoire
Il est difficile de vérifier que les maladies évoquées par les chroniques du passé correspondent bien au nom qu’on leur donne aujourd’hui, mais une des premières citations de grande épidémie de dysenterie est de Grégoire de Tours qui évoque une « cruelle contagion » survenue au VIe siècle et qui selon lui a touché le roi des Francs Chilpéric Ier et deux de ses fils ; le plus jeune et son aîné Chlodebert (conduit sur un brancard à l’abbaye Saint-Médard de Soissons). Les deux enfants en meurent, comme de nombreux autres enfants de Gaule ;
« Au moment où les rois en discorde se préparaient encore à la guerre civile, toute la Gaule fut envahie de la dysenterie : ceux qu’elle attaquait étaient saisis d’une forte fièvre, avec des vomissements et de grandes douleurs dans les reins ; leur tête et leur cou étaient appesantis ; ce qu’ils vomissaient était couleur de safran ou même vert. Plusieurs assuraient que c’était un poison secret ; les paysans l’appelaient le feu de Saint-Antoine. Ce qui n’est pas impossible à croire, c’est que lorsqu’on mettait des ventouses aux épaules et aux jambes, et qu’ensuite des cloches s’en étaient élevées et venaient à s’ouvrir, il en sortait un sang corrompu, et beaucoup étaient guéris par ce moyen. Mais plusieurs obtinrent la guérison par des breuvages composés des herbes connues pour remédier aux poisons. Cette maladie, commencée dans le mois d’août, attaqua d’abord les enfants, et les fit périr : nous perdîmes nos doux et chers petits enfants que nous avions caressés dans notre sein, balancés dans nos bras, que nous avions nourris avec le soin le plus attentif, leur donnant leurs aliments de notre propre main. Cependant nous essuyâmes nos larmes, et dîmes avec le bienheureux Job (1, 31) : Le Seigneur m’avait tout donné, le Seigneur m’a tout ôté ; il n’est arrivé que ce qui lui a plu : que le nom du Seigneur soit béni ! »
 Grégoire ajoute qu’Austréchilde, femme du roi Gontran tombe malade et meurt également, après avoir demandé au roi qu’il s’engageât à mettre à mort « par le glaive » ses deux médecins si elle mourait, ce qui fut fait… Nantin, comte d’Angoulême, meurt « épuisé par cette maladie » ajoute encore Grégoire.
Il y a un cas de dysenterie cité dans la Bible, l'apôtre Paul guérit miraculeusement le père de son hôte Publius de cette terrible maladie.
Actes 28:8 « Mais il arriva que le père de Publius était couché, oppressé par la fièvre et la dysenterie ; Paul est entré chez lui, il a prié, posé les mains sur lui et l’a guéri. »
Le personnage Terpsion dans le prologue du Théétète de Platon mentionne un cas de dysenterie dans le camp durant la guerre avec Corinthe. Traduction d'Émile Chambry.

## Principaux types

### Dysenterie bacillaire (shigellose)
Un patient atteint de shigellose se rétablira souvent sans traitement antibiotique. Pourtant, ce genre de traitement est d’habitude recommandé parce que la maladie est relativement grave et très contagieuse. Elle peut être transmise par contagion indirecte, par exemple les vêtements, les boutons de porte, les sièges de toilette, etc. Les antibiotiques (norfloxacine, ampicilline et co-trimoxazole) peuvent être utilisés. L’hospitalisation peut être nécessaire si la maladie devient sérieuse.
Pour les cas graves d'infection par germe multi-résistant, la phagothérapie fait l'objet de recherches dans les pays occidentaux,,.

### Dysenterie amibienne (amibiase)
La « dysenterie amibienne » ou amibiase ou « amabiase » est transmise par l’eau contaminée. Une infection du foie, et par la suite des abcès amibiens, peuvent se produire. On la traite au métronidazole ou avec des médicaments rattachés au groupe des azoles.
Cette pathologie a pour origine l’Entamoeba histolytica, un protozoaire hématophage de 20 à 40 micromètres de diamètre. Il est monoxène : l'humain est son seul hôte. Il va d’abord se loger dans la lumière du gros intestin sous la forme minuta, où il se nourrit des débris du côlon. Puis il évolue en forme histolytica quand l’immunité de l’hôte diminue. Il atteint ensuite la forme « végétative », hématophage, qui lyse les tissus et pénètre dans la muqueuse intestinale où il va créer des ulcérations. Il infecte alors le foie, puis le poumon et le cerveau. Cette parasitose sévit principalement sous les climats chauds et se propage sous forme de kystes libérant des « amibules » (minuscules amibes) dans les fèces. Il existe aussi des amibes libres, ou « trophozoïtes », qui ne forment pas de kystes. Les symptômes sont des diarrhées sanglantes, des douleurs abdominales, et ne sont jamais traités à 100 %. Ce parasite se propage dans les eaux souillées.

## Personnalités mortes de la dysenterie
- Liu Bei en 223
- Théodoric en 526
- Clodebert en 580
- Dagobert Ier en 639
- Constantin IV en 685
- Louis VI le Gros en 1137
- Henri le Jeune d'Angleterre en 1183
- Jean sans Terre en 1216
- Louis VIII en 1226
- Jean Tristan de France en 1270
- Saint Louis en 1270
- Édouard Ier (roi d'Angleterre) en 1307
- Philippe V de France en 1322
- Henri V d'Angleterre en 1422
- Albert II du Saint-Empire en 1439
- François Philelphe en 1481
- Hernán Cortés en 1547
- Étienne de La Boétie en 1563
- Guillaume Rondelet en 1566
- Soliman le Magnifique le 7 septembre 1566
- Francis Drake en 1596
- Toyotomi Hideyoshi en 1598
- Akbar le 27 octobre 1605
- Jean Berchmans en 1622
- Charles Édouard Saül Jennings de Kilmaine en 1799
- Jean Michel de Venture de Paradis en 1799
- Choderlos de Laclos en 1803
- Louis-Antoine de Bougainville en 1811
- Jean Louis Burckhardt le 1er octobre 1817
- Giovanni Battista Belzoni en 1823
- Victor Jacquemont en 1832
- Vincenzo Bellini en 1835
- James Barry en 1865
- David Livingstone le 1er mai 1873
- George Smith le 19 août 1876
- Édouard Séguin le 28 octobre 1880
- Mirza Ghulam Ahmad en 1908
- Sadao Yamanaka en 1938
- Lisette Moru fin mars 1943
- Max Jacob le 5 mars 1944
- Maurice Halbwachs le 16 mars 1945
- Marcel Callo le 19 mars 1945
- Irène Chiot le 2 juin 1945[6]